# Fred Karlin
Fred Karlin; eigentlich Frederick James Karlin (* 16. Juni 1936 in Chicago, Illinois; † 26. März 2004 in Culver City, Kalifornien) war ein US-amerikanischer Komponist und Buchautor.

## Leben
Schon als Teenager lernte Karlin das Spielen auf der Trompete und studierte danach Jazz. Nach Abschluss des Amherst College arbeitete er in New York als Arrangeur für Benny Goodman und begann auch schon zu komponieren. 1962 lernte er Meg Welles kennen, wurde musikalischer Leiter des Meg Welles Quintets und heiratete sie schließlich sogar. Bei Columbia Records nahm er mit ihr drei Schallplatten auf.
Mit seinen Erfahrungen in Klassik, Blues, Rock, Folkmusik und mittelalterlicher Musik begann Karlin 1967 seine Hollywood-Karriere mit dem Film Gegen den Strom die Treppe hinauf (Up the Down Staircase, 1967). In den nächsten drei Jahrzehnten schrieb er die Musik für 30 Filme und über 100 Fernsehproduktionen. Am bekanntesten wurde seine Musik zu dem Science-Thriller Westworld (1973) und dessen Fortsetzung Futureworld – Das Land von Übermorgen (Futureword, 1976). Im Fernsehen ragt seine Musik zur Science-Fiction-Serie Der Mann aus Atlantis (The Man from Atlantis, 1977) mit Patrick Duffy heraus.
1969 erhielt Karlin seine einzige Grammy-Nominierung für die Musik zum Film Pookie (The Sterile Cuckoo). Für seine Arbeit erhielt Karlin vier Oscar-Nominierungen und 1971 den Oscar selbst zusammen mit Robb Royer und Jimmy Griffin für den Titel For All We Know aus dem Film Liebhaber und andere Fremde (Lovers and Other Strangers, 1970). In einer Cover-Version von der Gruppe The Carpenters wurde der Titel ein Top-10-Hit. Drei Jahre später erhielt Karlin auch eine Emmy-Auszeichnung für seine Musik zu dem Fernsehfilm The Autobiography of Miss Jane Pittman und verdiente sich im Laufe der Jahre 11 weitere Emmy-Nominierungen. Seine letzte Musik schrieb Karlin 1997 für den Fernsehfilm Auf der Jagd nach dem Schatz von Dos Santos (Lost Treasure of Dos Santos, 1997).
Zusammen mit Rayburn Wright schrieb Karlin an dem Kompendium On the Track: A Guide to Contemporary Film Scoring. Sein letztes Buch, Great Film Scores, erschien im Dezember 2003.
Einer von Karlins Söhnen, Kristopher, wurde 1978 von seiner eigenen Schwester Wendy Karlin ermordet. Sie verbüßte eine relativ kurze Strafe in einer Anstalt für Geisteskranke. Karlin starb an Krebs.

## Filmografie (Auswahl)
- 1967: Gegen den Strom die Treppe hinauf (Up the Down Staircase)
- 1968: Deine, meine, unsere (Yours, Mine and Ours)
- 1968: Der große Schweiger (The Stalking Moon)
- 1969: Pookie (The Sterile Cuckoo)
- 1970: Liebhaber und andere Fremde (Lovers and Other Strangers)
- 1970: 100 Dollar mehr, wenn’s ein Junge wird (The Baby Maker)
- 1972: Wenn die Deiche brechen (The Little Ark)
- 1973: Westworld
- 1974: Vier Vögel am Galgen (The Spikes Gang)
- 1974: Zandys Braut (Zandy's Bride)
- 1976: Futureworld – Das Land von Übermorgen (Futureword)
- 1982: Inside the Third Reich
- 1983: Die Sünde der Schwester (Baby Sister)
- 1997: Auf der Jagd nach dem Schatz von Dos Santos (Lost Treasure of Dos Santos)